# Остерхаге, Патрик
Патрик Остерхаге (нем. Patrick Osterhage; род. 1 февраля 2000, Гёттинген, Нижняя Саксония) — немецкий футболист, полузащитник клуба «Фрайбург».

## Клубная карьера
Остерхаге — воспитанник клубов «Маркло», «Вердер» и «Боруссия Дортмунд». В 2020 году он для получения игровой практики начал выступать за дублирующий состав последних. Летом 2021 года Остерхаге подписал контракт с «Бохумом». 2 октября в матче против «РБ Лейпциг» он дебютировал в Бундеслиге. 